# Учіха Сарада
Сарада Учіха (яп. うちは サラダ, Uchiha Sarada) — один з головних персонажів манги та аніме-серіалу «Boruto: Naruto Next Generations». Сарада Учіха — донька славнозвісного персонажа аніме Саске Учіхи і Сакури Харуно. Входить до складу команди № 7,до якої входять також Узумакі Боруто та Міцукі, наставником команди став онук третього хокаге Конохамару Сарутобі.

## Опис
в той час як в особистості Саради присутня більше рис характеру Сакури, на вигляд вона більше нагадує Саске: у неї темні очі і волосся до плечей, що нагадує зачіску дорослого Саске.
Попри те, що вона успадкувала як колір волосся, так і колір очей Саске, Сарада успадкувала частину своїх рис від Сакури: широку форму очей та форму обличчя. Вії Саради більше нагадують вії Саске. Також Сарада носить пару червоних окулярів, які є подарунком від Узумакі Карін.
Сарада Учіха, як і її батько в ранньому віці пробудила Шарінган (додзюцу клану Учіха). Пробуджує вона перше томоє через думку про зустріч зі своїм батьком. Опанувала його швидко і досить скоро оволоділа, як використовувати для ген-дзюцу.
Дівчина, як і її мати володіє неймовірно сильним ударом, як Учіха, Сарада має потужну чакру вона навчилася у матері концентруванню чакри для підвищеної міцності у її власному стилі ведення бою.
Сарада майстерно вправляється з сюрікенами і є вправною куноїчі в ближньому бою. Вона має схильність до застосування зброї ніндзя, та спеціалізується на Сюрикендзюцу, за яке отримувала найвищі оцінки в Академії. З цим умінням, вона швидко і точно метає свою зброю  і навіть може точно відбити снаряд одним зі своїх запущених кунаїв.